# Jules Danbé
Jules Danbé (Caen, Calvados, 16 de novembre de 1840 – 30 d'octubre de 1905) fou un violinista, compositor i director d'orquestra francès.
Va pertànyer a l'orquestra de l'Òpera i el 1871 fundà una societat de concerts a la que li donà el seu nom. Després fou director d'orquestra del Théâtre Lyrique, on representà Iphigénie en Aulide, de Gluck, i segon director dels concerts del Conservatori de París. És autor d'algunes composicions i arranjaments per a violí i d'un Métode pel mateix instrument.